# موسکان خاتون
موسکان خاتون (نپالی: मुस्कान खातुन؛ زادهٔ ۱۱ مه ۲۰۰۴) فعال حقوق بشر نپالی است. او نجات‌یافته حمله اسیدپاشی پسری است که درخواست رابطه عاشقانه‌اش را در سن ۱۵ سالگی نپذیرفت. موسکان با راه‌اندازی کمپین‌های اعتراضی، نقشی اساسی در تصویب قوانین سخت‌گیرانه علیه مجرمان اسیدپاشی در نپال داشت. او در سال ۲۰۲۱ برنده جایزه بین‌المللی زنان شجاع شد.
پس از تلاش‌های موفقیت‌آمیز بازماندگان اسیدپاشی نپال که موسکان خاتون یکی از چهره‌های اصلی آن بود، دولت نپال قوانین جدیدی را برای افزایش مجازات مجرمان تا ۲۰ سال زندان و کنترل فروش اسید وضع کرد. بر اساس بندی از این قانون، کسانی که اسید خریداری می‌کنند، ملزم به آشکارسازی هویت خود هستند و نام و مشخصات آنان در یک پایگاه داده ثبت می‌شود.

## زندگی
او در سال ۲۰۰۴ به دنیا آمد. وقتی پانزده ساله بود، پیشنهادهای عاشقانه پسری را که یک سال از او بزرگتر بود، رد کرد. آن پسر از بستگان او بود و پدر خاتون به درخواست دخترش، به او هشدار داده بود. پسر طرد شده که به شدت عصبانی بود از دوستش خواست که دلیل رد درخواستش را از خاتون جویا شود. او به دوستش گفته بود که اگر پاسخی دریافت نکرد، به طرفش اسید بپاشد.
این حادثه زمانی اتفاق افتاد که هر دو پسر در آنجا حضور داشتند و پس از آنکه خاتون پاسخ داد که مدرسه‌اش دیر شده است، بر روی صورت، دست‌ها و بدنش اسید پاشیده شد. او با کمک دوستانش به بیمارستان منتقل شد. یکی از عاملان اسیدپاشی دستگیر شد و دیگری فرار کرد.

## جایزه‌ها
- برنده جایزه بین‌المللی زنان شجاع  در سال ۲۰۲۱ [۱]